# Sam Cronin
Sam Cronin (ur. 12 grudnia 1986 w Atlancie) – amerykański piłkarz występujący na pozycji pomocnika. Zawodnik klubu Minnesota United FC.

## Kariera klubowa
Cronin karierę rozpoczynał w zespole Wake Forest Demon Deacons z uczelni Wake Forest University. Grał tam w latach 2005–2008. W tym samym czasie reprezentował barwy klubu Carolina Dynamo z USL Premier Development League. W 2009 roku poprzez MLS SuperDraft trafił do kanadyjskiego zespołu Toronto FC występującego w MLS. W tych rozgrywkach zadebiutował 21 marca 2009 roku w wygranym 3:2 pojedynku z Kansas City Wizards. 14 czerwca 2009 roku w wygranym 2:1 spotkaniu z New York Red Bulls strzelił pierwszego gola w MLS. W tym samym roku zdobył z zespołem mistrzostwo Kanady, a w MLS zajął z nim 12. miejsce.
W 2010 roku Cronin podpisał kontrakt z amerykańskim San Jose Earthquakes. Pierwszy ligowy mecz rozegrał tam 25 czerwca 2010 roku przeciwko Realowi Salt Lake (0:0). W 2015 roku przeszedł do Colorado Rapids, a w 2017 roku został zawodnikiem Minnesoty United.

## Kariera reprezentacyjna
W reprezentacji Stanów Zjednoczonych Cronin zadebiutował 12 lipca 2009 roku w zremisowanym 2:2 meczu Złotego Pucharu CONCACAF z Haiti. Zagrał na nim także w finałowym pojedynku z Meksykiem (0:5), po którym zespół Stanów Zjednoczonych zajął 2. miejsce w turnieju.